# فيس آب
فيس آب (بالإنجليزية: FaceApp) هو تطبيق للهواتف الذكية يعمل على نظامي أندرويد وآي أو إس، نُشر لأول مرة في 2017، وهو من تطوير شركة Wireless Lab ومقرها سانت بطرسبرج في روسيا. كان التطبيق من بين 25 تطبيقًا صنفتهم Fast Company لكونهم الأسرع انتشارًا في العالم. يسمح التطبيق بتوليد صور للأشخاص في عمر متقدم باستخدام تقنيات الذكاء الاصطناعي، وبالتحديد الشبكات العصبونية الاصطناعية. حظي التطبيق بانتشار واسع النطاق في أرجاء العالم، وأثار انتقادات السياسيين لمخاوف متعلقة بالخصوصية. تتيح سياسة الخصوصية للتطبيق استخدام صور وبيانات المستخدمين لأغراض تجارية.

## روابط خارجية
- الموقع الرسمي